# Bibliothèque Osler de l'histoire de la médecine de l'Université McGill
La bibliothèque Osler est une bibliothèque qui appartient au réseau des bibliothèques de l'Université McGill.
La bibliothèque Osler regroupe près 100 000 ouvrages portant sur les sciences de la santé et constitue l'une des plus grandes bibliothèques de ce genre en Amérique du Nord. Elle compte également de nombreux autres documents tels que des photographies, des lettres, des illustrations ainsi que des artefacts. Elle est située dans l'édifice McIntyre qui abrite les facultés de sciences médicales de l'Université McGill.

## Histoire
À l'origine, la bibliothèque Osler logeait dans le pavillon Strathcona sur le campus de l'Université McGill. Sa conception fut l'œuvre de l'architecte Percy Erskine Nobbs qui choisit l'utilisation de boiseries de chêne pour les étagères et les meubles. Lors du réaménagement de la bibliothèque en 1965 dans l'édifice McIntyre, l'entièreté du mobilier fut conservé, de même que les nombreux vitraux d'origine. On y retrouve également les cendres de Sir William Osler, celles de son épouse, ainsi que celles du premier bibliothécaire, le Dr W.W. Francis. La bibliothèque a accueilli de nombreuses expositions, permanentes ou temporaires, des lectures et conférences et continue d'être, à ce jour, une institution vivante soucieuse de rester accessible au grande public.

## La collection
La bibliothèque Osler fut inaugurée en 1929 grâce au don du médecin, professeur, chercheur et collectionneur William Osler, qui légue à sa mort en 1919 une collection d'environ 8 000 ouvrages sur l'histoire de la médecine. Passionné de lecture, Osler acquiert, tout au long de sa carrière, nombre de manuscrits exceptionnels, allant des grands penseurs de la médecine aux philosophes de la science, dont notamment plusieurs imprimés de l'écrivain Sir Thomas Browne, de Rabelais et de Copernic. Tous les titres qui ont composé la bibliothèque privée de William Osler sont regroupés sous forme de catalogue, The Bibliotheca Osleriana, disponible en version imprimée ou électronique.
La collection de la bibliothèque Osler n'a cessé de s'élargir depuis sa fondation. Totalisant aujourd'hui plus de 100 000 documents, elle comprend des livres rares datant du Moyen Âge et de la Renaissance dont plus de 150 incunables, un ensemble d'environ 30 000 thèses de médecine du XIXe siècle et plus de 3 000 almanacs du XIXe et XXe siècles qui rendent compte de la culture médicale de l'époque. Elle est aussi enrichie d'une importante collection de lithographies, d'illustrations, d'atlas d'anatomie qui « témoignent de l'évolution [...] à la fois de la compréhension du corps humain et de l'esthétique de sa représentation »

## Collection d'archives
Parmi les collections spéciales de la bibliothèque, on trouve un ensemble de plus de 200 fonds d'archives, parmi lesquels le Wilder Penfield Archive qui comprend des documents fondateurs retraçant l'histoire de la neurologie à l'Institut neurologique de Montréal et à l'Université McGill et qui trace le parcours professionnel du neuro-chirurgien Wilder Penfield. Également, la Sir William Osler collection présente un fonds d'archives qui regroupe les écrits personnels d'Osler. Ces archives contiennent des correspondances (18 000 lettres originales), des carnets de notes, des journaux personnels, des notes de lecture ainsi que des photographies.

### Composition de la collection
| Fonds | Numéro d'inventaire | URL |
| --- | ------------------- | --- |
| John Clarence Webster Fonds                                                                                   | P011                | https://archivalcollections.library.mcgill.ca/index.php/john-clarence-webster-fonds                                                                               |
| Oskar Cameron Grüner Fonds                                                                                    | P012                | https://archivalcollections.library.mcgill.ca/index.php/oskar-cameron-gruner-fonds                                                                                |
| Arthur Adderly Browne Fonds                                                                                   | P013                | https://archivalcollections.library.mcgill.ca/index.php/arthur-adderly-browne-fonds                                                                               |
| Thomas Gibson Fonds                                                                                           | P014                | https://archivalcollections.library.mcgill.ca/index.php/thomas-gibson-fonds                                                                                       |
| Allan McMillan Fonds                                                                                          | P015                | https://archivalcollections.library.mcgill.ca/index.php/allan-mcmillan-fonds                                                                                      |
| Philip Franklin Fonds                                                                                         | P016                | https://archivalcollections.library.mcgill.ca/index.php/philip-franklin-fonds                                                                                     |
| John Symonds Fonds                                                                                            | P017                | https://archivalcollections.library.mcgill.ca/index.php/john-symonds-fonds                                                                                        |
| John Rowand Fonds                                                                                             | P018                | https://archivalcollections.library.mcgill.ca/index.php/john-rowand-fonds                                                                                         |
| Harry C. Cunningham Fonds                                                                                     | P020                | https://archivalcollections.library.mcgill.ca/index.php/harry-c-cunningham-fonds                                                                                  |
| Alphonse Allard Fonds                                                                                         | P021                | https://archivalcollections.library.mcgill.ca/index.php/alphonse-allard-fonds                                                                                     |
| Samuel Hanford McKee Fonds                                                                                    | P022                | https://archivalcollections.library.mcgill.ca/index.php/samuel-hanford-mckee-fonds                                                                                |
| Robert Howard Fonds                                                                                           | P023                | https://archivalcollections.library.mcgill.ca/index.php/robert-howard-fonds                                                                                       |
| Francis John Shepherd Fonds                                                                                   | P024                | https://archivalcollections.library.mcgill.ca/index.php/francis-john-shepherd-fonds                                                                               |
| Samuel Towle Brooks Fonds                                                                                     | P025                | https://archivalcollections.library.mcgill.ca/index.php/samuel-towle-brooks-fonds                                                                                 |
| Thomas W. Reynolds Fonds                                                                                      | P026                | https://archivalcollections.library.mcgill.ca/index.php/thomas-w-reynolds-fonds                                                                                   |
| John McNaughton Fonds                                                                                         | P027                | https://archivalcollections.library.mcgill.ca/index.php/john-mcnaughton-fonds                                                                                     |
| Henry Beaumont Small Fonds                                                                                    | P028                | https://archivalcollections.library.mcgill.ca/index.php/henry-beaumont-small-fonds                                                                                |
| Herbert Frederick Moseley Fonds                                                                               | P029                | https://archivalcollections.library.mcgill.ca/index.php/herbert-frederick-moseley-fonds                                                                           |
| A. R. Prendergast Fonds                                                                                       | P030                | https://archivalcollections.library.mcgill.ca/index.php/a-r-prendergast-fonds                                                                                     |
| Louis Marceau Fonds                                                                                           | P031                | https://archivalcollections.library.mcgill.ca/index.php/louis-marceau-fonds                                                                                       |
| James McGarry Fonds                                                                                           | P032                | https://archivalcollections.library.mcgill.ca/index.php/james-mcgarry-fonds                                                                                       |
| Thomas Jenyns Fonds                                                                                           | P033                | https://archivalcollections.library.mcgill.ca/index.php/thomas-jenyns-fonds                                                                                       |
| Frederick Holland Mackay Fonds                                                                                | P034                | https://archivalcollections.library.mcgill.ca/index.php/frederick-holland-mackay-fonds                                                                            |
| Arthur Richard Vaughan White Fonds                                                                            | P035                | https://archivalcollections.library.mcgill.ca/index.php/arthur-richard-vaughan-white-fonds                                                                        |
| Sir George Duncan Gibb Fonds                                                                                  | P036                | https://archivalcollections.library.mcgill.ca/index.php/sir-george-duncan-gibb-fonds                                                                              |
| Mrs. J.A. Parks Fonds                                                                                         | P038                | https://archivalcollections.library.mcgill.ca/index.php/mrs-j-a-parks-fonds                                                                                       |
| Graham Ross Fonds                                                                                             | P039                | https://archivalcollections.library.mcgill.ca/index.php/graham-ross-fonds                                                                                         |
| Mrs. H. V. Bignell Fonds                                                                                      | P040                | https://archivalcollections.library.mcgill.ca/index.php/mrs-h-v-bignell-fonds                                                                                     |
| William Rees Fonds                                                                                            | P041                | https://archivalcollections.library.mcgill.ca/index.php/william-rees-fonds                                                                                        |
| John G. Bethune Fonds                                                                                         | P042                | https://archivalcollections.library.mcgill.ca/index.php/john-g-bethune-fonds                                                                                      |
| George Dock Fonds                                                                                             | P043                | https://archivalcollections.library.mcgill.ca/index.php/george-dock-fonds                                                                                         |
| R.D.H. Heard Fonds                                                                                            | P044                | https://archivalcollections.library.mcgill.ca/index.php/r-d-h-heard-fonds                                                                                         |
| R.A. Bowie Family Fonds                                                                                       | P045                | https://archivalcollections.library.mcgill.ca/index.php/r-a-bowie-family-fonds                                                                                    |
| Walker Herbert Drury fonds                                                                                    | P046                | https://archivalcollections.library.mcgill.ca/index.php/walker-herbert-drury-fonds                                                                                |
| William Peter Olcott Whitwell Fonds                                                                           | P047                | https://archivalcollections.library.mcgill.ca/index.php/william-peter-olcott-whitwell-fonds                                                                       |
| Robert Baxter Struthers fonds                                                                                 | P048                | https://archivalcollections.library.mcgill.ca/index.php/robert-baxter-struthers-fonds                                                                             |
| William Forrest Fonds                                                                                         | P051                | https://archivalcollections.library.mcgill.ca/index.php/william-forrest-fonds                                                                                     |
| Robert Tyne Ernest MacLeod Macdonald Fonds                                                                    | P052                | https://archivalcollections.library.mcgill.ca/index.php/robert-tyne-ernest-macleod-macdonald-fonds                                                                |
| Harry Morell Fonds                                                                                            | P053                | https://archivalcollections.library.mcgill.ca/index.php/harry-morrell-fonds                                                                                       |
| Thomas C. Brainerd Fonds                                                                                      | P054                | https://archivalcollections.library.mcgill.ca/index.php/thomas-c-brainerd-fonds                                                                                   |
| George Edward Tremble Fonds                                                                                   | P056                | https://archivalcollections.library.mcgill.ca/index.php/george-edward-tremble-fonds                                                                               |
| Dorothy R. Coles Fonds                                                                                        | P057                | https://archivalcollections.library.mcgill.ca/index.php/dorothy-r-coles-fonds                                                                                     |
| Edmund Evan Simpson Fonds                                                                                     | P058                | https://archivalcollections.library.mcgill.ca/index.php/edmund-evan-simpson-fonds                                                                                 |
| Solomon E. Goldman Fonds                                                                                      | P059                | https://archivalcollections.library.mcgill.ca/index.php/solomon-e-goldman-fonds                                                                                   |
| Henry Vining Ogden Fonds                                                                                      | P060                | https://archivalcollections.library.mcgill.ca/index.php/henry-vining-ogden-fonds                                                                                  |
| George Henry Christie Fonds                                                                                   | P061                | https://archivalcollections.library.mcgill.ca/index.php/george-henry-christie-fonds                                                                               |
| John Thomas Basken Fonds                                                                                      | P062                | https://archivalcollections.library.mcgill.ca/index.php/john-thomas-basken-fonds                                                                                  |
| Philip Burnett Fonds                                                                                          | P063                | https://archivalcollections.library.mcgill.ca/index.php/philip-burnett-fonds                                                                                      |
| Michael McCulloch Fonds                                                                                       | P064                | https://archivalcollections.library.mcgill.ca/index.php/michael-mcculloch-fonds                                                                                   |
| William A. De Wolf Smith Fonds                                                                                | P065                | https://archivalcollections.library.mcgill.ca/index.php/william-a-de-wolf-smith-fonds                                                                             |
| Frederick Thomas Tooke Fonds                                                                                  | P066                | https://archivalcollections.library.mcgill.ca/index.php/frederick-thomas-tooke-fonds                                                                              |
| Thomas Richmond Boggs Fonds                                                                                   | P067                | https://archivalcollections.library.mcgill.ca/index.php/thomas-richmond-boggs-fonds                                                                               |
| R. Cameron Stewart Fonds                                                                                      | P068                | https://archivalcollections.library.mcgill.ca/index.php/r-cameron-stewart-fonds                                                                                   |
| William B. Malloch Fonds                                                                                      | P069                | https://archivalcollections.library.mcgill.ca/index.php/william-b-malloch-fonds                                                                                   |
| Thomas McCrae Fonds                                                                                           | P070                | https://archivalcollections.library.mcgill.ca/index.php/thomas-mccrae-fonds                                                                                       |
| E.A. Wieland Fonds                                                                                            | P071                | https://archivalcollections.library.mcgill.ca/index.php/e-a-wieland-fonds                                                                                         |
| Andrew Macphail Fonds                                                                                         | P073                | https://archivalcollections.library.mcgill.ca/index.php/andrew-macphail-fonds                                                                                     |
| Alice Russel Fonds                                                                                            | P074                | https://archivalcollections.library.mcgill.ca/index.php/alice-russel-fonds                                                                                        |
| C.F. Martin Fonds                                                                                             | P075                | https://archivalcollections.library.mcgill.ca/index.php/c-f-martin-fonds                                                                                          |
| Osler Reporting Society Fonds                                                                                 | P076                | https://archivalcollections.library.mcgill.ca/index.php/osler-reporting-society-fonds                                                                             |
| Norris Giblin Fonds                                                                                           | P077                | https://archivalcollections.library.mcgill.ca/index.php/norris-giblin-fonds                                                                                       |
| John Bell Fonds                                                                                               | P078                | https://archivalcollections.library.mcgill.ca/index.php/john-bell-fonds                                                                                           |
| Robert Bell Fonds                                                                                             | P079                | https://archivalcollections.library.mcgill.ca/index.php/robert-bell-fonds                                                                                         |
| David Leslie Philip Fonds                                                                                     | P080                | https://archivalcollections.library.mcgill.ca/index.php/david-leslie-philip-fonds                                                                                 |
| William Wood Squire Fonds                                                                                     | P081                | https://archivalcollections.library.mcgill.ca/index.php/william-wood-squire-fonds                                                                                 |
| Frederick Augustus Rees Fonds                                                                                 | P082                | https://archivalcollections.library.mcgill.ca/index.php/frederick-augustus-rees-fonds                                                                             |
| A. A. Mackay Fonds                                                                                            | P083                | https://archivalcollections.library.mcgill.ca/index.php/a-a-mackay-fonds                                                                                          |
| F.W. Harvey Fonds                                                                                             | P084                | https://archivalcollections.library.mcgill.ca/index.php/f-w-harvey-fonds                                                                                          |
| Cecil Percy Martin Fonds                                                                                      | P086                | https://archivalcollections.library.mcgill.ca/index.php/cecil-percy-martin-fonds                                                                                  |
| William J. McNally Fonds                                                                                      | P087                | https://archivalcollections.library.mcgill.ca/index.php/william-j-mcnally-fonds                                                                                   |
| Edward William Archibald Fonds                                                                                | P088                | https://archivalcollections.library.mcgill.ca/index.php/edward-william-archibald-fonds                                                                            |
| Roderick Stewart Fonds                                                                                        | P089                | https://archivalcollections.library.mcgill.ca/index.php/roderick-stewart-fonds                                                                                    |
| Harold Griffith Fonds                                                                                         | P090                | https://archivalcollections.library.mcgill.ca/index.php/harold-griffith-fonds                                                                                     |
| John Kenneth T. Ormrod Fonds                                                                                  | P091                | https://archivalcollections.library.mcgill.ca/index.php/john-kenneth-t-ormrod-fonds                                                                               |
| Purdy A. MacDonald Fonds                                                                                      | P092                | https://archivalcollections.library.mcgill.ca/index.php/purdy-a-macdonald-fonds                                                                                   |
| Alexander Dougall Blackader Fonds                                                                             | P093                | https://archivalcollections.library.mcgill.ca/index.php/alexander-dougall-blackader-fonds                                                                         |
| E. Simpson Fonds                                                                                              | P094                | https://archivalcollections.library.mcgill.ca/index.php/e-simpson-fonds                                                                                           |
| Edward Payson Hurd Fonds                                                                                      | P095                | https://archivalcollections.library.mcgill.ca/index.php/edward-payson-hurd-fonds                                                                                  |
| Margaret Gillett Fonds                                                                                        | P096                | https://archivalcollections.library.mcgill.ca/index.php/margaret-gillett-fonds                                                                                    |
| Osler Society of Montreal Fonds                                                                               | P097                | https://archivalcollections.library.mcgill.ca/index.php/osler-society-of-montreal-fonds                                                                           |
| Colin Kerr Russel Fonds                                                                                       | P098                | https://archivalcollections.library.mcgill.ca/index.php/colin-kerr-russel-fonds                                                                                   |
| Boris Babkin Fonds                                                                                            | P099                | https://archivalcollections.library.mcgill.ca/index.php/boris-babkin-fonds                                                                                        |
| Ernest Dressel North Fonds                                                                                    | P102                | https://archivalcollections.library.mcgill.ca/index.php/ernest-dressel-north-fonds                                                                                |
| William Henry Drummond Family Fonds                                                                           | P103                | https://archivalcollections.library.mcgill.ca/index.php/william-henry-drummond-family-fonds                                                                       |
| Antonio Cantero Fonds                                                                                         | P104                | https://archivalcollections.library.mcgill.ca/index.php/antonio-cantero-fonds                                                                                     |
| D. Sclater Lewis Fonds                                                                                        | P105                | https://archivalcollections.library.mcgill.ca/index.php/d-sclater-lewis-fonds                                                                                     |
| Hugh Ernest MacDermot Fonds                                                                                   | P106                | https://archivalcollections.library.mcgill.ca/index.php/hugh-ernest-macdermot-fonds                                                                               |
| Malloch Family Fonds                                                                                          | P107                | https://archivalcollections.library.mcgill.ca/index.php/malloch-family-fonds                                                                                      |
| Oscar Emery Morehouse Fonds                                                                                   | P108                | https://archivalcollections.library.mcgill.ca/index.php/oscar-emery-morehouse-fonds                                                                               |
| Harold Nathan Segall Fonds                                                                                    | P109                | https://archivalcollections.library.mcgill.ca/index.php/harold-nathan-segall-fonds                                                                                |
| Thomas Forrest Cotton Fonds                                                                                   | P112                | https://archivalcollections.library.mcgill.ca/index.php/thomas-forrest-cotton-fonds                                                                               |
| James Bell Johnston Fonds                                                                                     | P113                | https://archivalcollections.library.mcgill.ca/index.php/james-bell-johnston-fonds                                                                                 |
| George Drummond Fonds                                                                                         | P114                | https://archivalcollections.library.mcgill.ca/index.php/george-drummond-fonds                                                                                     |
| Burton Chance Fonds                                                                                           | P116                | https://archivalcollections.library.mcgill.ca/index.php/burton-chance-fonds                                                                                       |
| Howard Rae Clouston Fonds                                                                                     | P117                | https://archivalcollections.library.mcgill.ca/index.php/howard-rae-clouston-fonds                                                                                 |
| M. H. F. Friedman Fonds                                                                                       | P118                | https://archivalcollections.library.mcgill.ca/index.php/m-h-f-friedman-fonds                                                                                      |
| Cecil Owen Walsh Fonds                                                                                        | P119                | https://archivalcollections.library.mcgill.ca/index.php/cecil-owen-walsh-fonds                                                                                    |
| Alton Goldbloom Fonds                                                                                         | P120                | https://archivalcollections.library.mcgill.ca/index.php/alton-goldbloom-fonds                                                                                     |
| Eugene Perry Link Fonds                                                                                       | P121                | https://archivalcollections.library.mcgill.ca/index.php/eugene-perry-link-fonds                                                                                   |
| Jonathan Campbell Meakins Fonds                                                                               | P122                | https://archivalcollections.library.mcgill.ca/index.php/jonathan-campbell-meakins-fonds                                                                           |
| Frederick W. Wiglesworth Fonds                                                                                | P123                | https://archivalcollections.library.mcgill.ca/index.php/frederick-w-wiglesworth-fonds                                                                             |
| Theodore L. Sourkes Fonds                                                                                     | P124                | https://archivalcollections.library.mcgill.ca/index.php/theodore-l-sourkes-fonds                                                                                  |
| American Osler Society Fonds                                                                                  | P125                | https://archivalcollections.library.mcgill.ca/index.php/american-osler-society-fonds                                                                              |
| Arthur Vineberg Fonds                                                                                         | P126                | https://archivalcollections.library.mcgill.ca/index.php/arthur-vineberg-fonds                                                                                     |
| Frank Campbell MacIntosh Fonds                                                                                | P127                | https://archivalcollections.library.mcgill.ca/index.php/frank-campbell-macintosh-fonds                                                                            |
| Joseph W. Lella Fonds                                                                                         | P128                | https://archivalcollections.library.mcgill.ca/index.php/joseph-w-lella-fonds                                                                                      |
| Michael Bliss Fonds                                                                                           | P129                | https://archivalcollections.library.mcgill.ca/index.php/michael-bliss-fonds                                                                                       |
| E. H. Bensley Fonds                                                                                           | P130                | https://archivalcollections.library.mcgill.ca/index.php/e-h-bensley-fonds                                                                                         |
| CHLA / ABSC Canadian Health Libraries Association / Association des bibliothèques de la santé du Canada Fonds | P131                | https://archivalcollections.library.mcgill.ca/index.php/chla-absc-canadian-health-libraries-association-association-des-bibliotheques-de-la-sante-du-canada-fonds |
| Bethune Foundation Fonds                                                                                      | P132                | https://archivalcollections.library.mcgill.ca/index.php/bethune-foundation-fonds                                                                                  |
| George Box Drayton Fonds                                                                                      | P134                | https://archivalcollections.library.mcgill.ca/index.php/george-box-drayton-fonds                                                                                  |
| Worthington Family Fonds                                                                                      | P135                | https://archivalcollections.library.mcgill.ca/index.php/worthington-family-fonds                                                                                  |
| Futcher Family Fonds                                                                                          | P136                | https://archivalcollections.library.mcgill.ca/index.php/futcher-family-fonds                                                                                      |
| William Boyman Howell Fonds                                                                                   | P138                | https://archivalcollections.library.mcgill.ca/index.php/william-boyman-howell-fonds                                                                               |
| William Arthur Johnson Fonds                                                                                  | P139                | https://archivalcollections.library.mcgill.ca/index.php/william-arthur-johnson-fonds                                                                              |
| Hamish William McIntosh Fonds                                                                                 | P140                | https://archivalcollections.library.mcgill.ca/index.php/hamish-william-mcintosh-fonds                                                                             |
| Herbert Stanley Birkett Fonds                                                                                 | P141                | https://archivalcollections.library.mcgill.ca/index.php/herbert-stanley-birkett-fonds                                                                             |
| Wilder Penfield Fonds                                                                                         | P142                | https://archivalcollections.library.mcgill.ca/index.php/wilder-penfield-fonds                                                                                     |
| William B. Bean Fonds                                                                                         | P143                | https://archivalcollections.library.mcgill.ca/index.php/william-b-bean-fonds                                                                                      |
| Geggie Family Fonds                                                                                           | P144                | https://archivalcollections.library.mcgill.ca/index.php/geggie-family-fonds                                                                                       |
| Montreal Graduate Nurses Association Fonds                                                                    | P146                | https://archivalcollections.library.mcgill.ca/index.php/montreal-graduate-nurses-association-fonds                                                                |
| Charles G. Roland Fonds                                                                                       | P147                | https://archivalcollections.library.mcgill.ca/index.php/charles-g-roland-fonds                                                                                    |
| Beatrice V. Simon Fonds                                                                                       | P148                | https://archivalcollections.library.mcgill.ca/index.php/beatrice-v-simon-fonds                                                                                    |
| Robert Todd Reynolds Fonds                                                                                    | P151                | https://archivalcollections.library.mcgill.ca/index.php/robert-todd-reynolds-fonds                                                                                |
| Martin Entin Fonds                                                                                            | P152                | https://archivalcollections.library.mcgill.ca/index.php/martin-entin-fonds                                                                                        |
| John Henry Wye Fonds                                                                                          | P153                | https://archivalcollections.library.mcgill.ca/index.php/john-henry-wye-fonds                                                                                      |
| Poisson Family Fonds                                                                                          | P154                | https://archivalcollections.library.mcgill.ca/index.php/john-henry-wye-fonds                                                                                      |
| W.W. Francis Fonds                                                                                            | P155                | https://archivalcollections.library.mcgill.ca/index.php/w-w-francis-fonds                                                                                         |
| Richard Preston Prichard Fonds                                                                                | P157                | https://archivalcollections.library.mcgill.ca/index.php/richard-preston-prichard-fonds                                                                            |
| John Symonds Lyon Browne Fonds                                                                                | P158                | https://archivalcollections.library.mcgill.ca/index.php/john-symonds-lyon-browne-fonds                                                                            |
| William S. Huber Fonds                                                                                        | P159                | https://archivalcollections.library.mcgill.ca/index.php/william-s-huber-fonds                                                                                     |
| R. J. Kimber Fonds                                                                                            | P160                | https://archivalcollections.library.mcgill.ca/index.php/r-j-kimber-fonds                                                                                          |
| Shirley Goodall Fonds                                                                                         | P161                | https://archivalcollections.library.mcgill.ca/index.php/shirley-goodall-fonds                                                                                     |
| Louis and Irene Kon Fonds                                                                                     | P162                | https://archivalcollections.library.mcgill.ca/index.php/louis-and-irene-kon-fonds                                                                                 |
| William Vernon Cone Fonds                                                                                     | P163                | https://archivalcollections.library.mcgill.ca/index.php/william-vernon-cone-fonds                                                                                 |
| Kenneth Allan Caldwell Elliott Fonds                                                                          | P164                | https://archivalcollections.library.mcgill.ca/index.php/kenneth-allan-caldwell-elliott-fonds                                                                      |
| Francis Lothian McNaughton Fonds                                                                              | P165                | https://archivalcollections.library.mcgill.ca/index.php/francis-lothian-mcnaughton-fonds                                                                          |
| Ginda Kalujna Rosenblatt Fonds                                                                                | P167                | https://archivalcollections.library.mcgill.ca/index.php/ginda-kalujna-rosenblatt-fonds                                                                            |
| Louis A. George Jacques Fonds                                                                                 | P168                | https://archivalcollections.library.mcgill.ca/index.php/louis-a-george-jacques-fonds                                                                              |
| William George Henry Fonds                                                                                    | P169                | https://archivalcollections.library.mcgill.ca/index.php/william-george-henry-fonds                                                                                |
| Minnie Gomery Fonds                                                                                           | P170                | https://archivalcollections.library.mcgill.ca/index.php/minnie-gomery-fonds                                                                                       |
| Montreal Cardiac Society/Societe de Cardiologie de Montreal Fonds                                             | P171                | https://archivalcollections.library.mcgill.ca/index.php/montreal-cardiac-society-societe-de-cardiologie-de-montreal-fonds                                         |
| Jack Elmer Harrison Fonds                                                                                     | P173                | https://archivalcollections.library.mcgill.ca/index.php/jack-elmer-harrison-fonds                                                                                 |
| Archibald Daniel Campbell Fonds                                                                               | P174                | https://archivalcollections.library.mcgill.ca/index.php/archibald-daniel-campbell-fonds                                                                           |
| Dr. Kenneth A. Sowden Fonds                                                                                   | P175                | https://archivalcollections.library.mcgill.ca/index.php/dr-kenneth-a-sowden-fonds                                                                                 |
| Elizabeth Logan Fonds                                                                                         | P176                | https://archivalcollections.library.mcgill.ca/index.php/elizabeth-logan-fonds                                                                                     |
| Charles Lewis Fonds                                                                                           | P178                | https://archivalcollections.library.mcgill.ca/index.php/charles-lewis-fonds                                                                                       |
| Alexander MacDonald Fonds                                                                                     | P179                | https://archivalcollections.library.mcgill.ca/index.php/alexander-macdonald-fonds                                                                                 |
| Charlotte Ferencz Fonds                                                                                       | P180                | https://archivalcollections.library.mcgill.ca/index.php/charlotte-ferencz-fonds                                                                                   |
| Walter de M. Scriver Fonds                                                                                    | P181                | https://archivalcollections.library.mcgill.ca/index.php/walter-de-m-scriver-fonds                                                                                 |
| Clement C. Clay Fonds                                                                                         | P182                | https://archivalcollections.library.mcgill.ca/index.php/clement-c-clay-fonds                                                                                      |
| Harriet Drake Fonds                                                                                           | P183                | https://archivalcollections.library.mcgill.ca/index.php/harriet-drake-fonds                                                                                       |
| Joseph Stratford Fonds                                                                                        | P184                | https://archivalcollections.library.mcgill.ca/index.php/joseph-stratford-fonds                                                                                    |
| Clare Gass Fonds                                                                                              | P185                | https://archivalcollections.library.mcgill.ca/index.php/clare-gass-fonds                                                                                          |
| Aubrey T. Mussen Fonds                                                                                        | P186                | https://archivalcollections.library.mcgill.ca/index.php/aubrey-t-mussen-fonds                                                                                     |
| Montreal Medico-Chirurgical Society Fonds                                                                     | P187                | https://archivalcollections.library.mcgill.ca/index.php/montreal-medico-chirurgical-society-fonds                                                                 |
| Charles H. Sanborn Fonds                                                                                      | P192                | https://archivalcollections.library.mcgill.ca/index.php/charles-h-sanborn-fonds                                                                                   |
| Kelen Family Fonds                                                                                            | P193                | https://archivalcollections.library.mcgill.ca/index.php/kelen-family-fonds                                                                                        |
| James R. Lockhart Fonds                                                                                       | P194                | https://archivalcollections.library.mcgill.ca/index.php/james-r-lockhart-fonds                                                                                    |
| Maurice McGregor Fonds                                                                                        | P196                | https://archivalcollections.library.mcgill.ca/index.php/maurice-mcgregor-fonds                                                                                    |
| London X-Ray Survey Fonds                                                                                     | P197                | https://archivalcollections.library.mcgill.ca/index.php/london-x-ray-survey-fonds                                                                                 |
| Isadore B. Hirshberg Fonds                                                                                    | P198                | https://archivalcollections.library.mcgill.ca/index.php/isadore-b-hirshberg-fonds                                                                                 |
| John MacKellar Fonds                                                                                          | P199                | https://archivalcollections.library.mcgill.ca/index.php/john-mackellar-fonds                                                                                      |
| Robert Palmer Howard, 1912-1990, Fonds                                                                        | P200                | https://archivalcollections.library.mcgill.ca/index.php/robert-palmer-howard-1912-1990-fonds                                                                      |
| Bodi-Tone Company Fonds                                                                                       | P201                | https://archivalcollections.library.mcgill.ca/index.php/bodi-tone-company-fonds                                                                                   |
| Georges Masson Fonds                                                                                          | P202                | https://archivalcollections.library.mcgill.ca/index.php/georges-masson-fonds                                                                                      |
| McGill and Medicine in Montreal Between the Wars Fonds                                                        | P204                | https://archivalcollections.library.mcgill.ca/index.php/mcgill-and-medicine-in-montreal-between-the-wars-fonds                                                    |
| Frank Buller Fonds                                                                                            | P207                | https://archivalcollections.library.mcgill.ca/index.php/frank-buller-fonds                                                                                        |
| Harry Stafford Morton Fonds                                                                                   | P208                | https://archivalcollections.library.mcgill.ca/index.php/harry-stafford-morton-collection                                                                          |
| Frederick F. Tisdall Fonds                                                                                    | P210                | https://archivalcollections.library.mcgill.ca/index.php/frederick-tisdall-fonds                                                                                   |
| Benjamin Workman Fonds                                                                                        | P211                | https://archivalcollections.library.mcgill.ca/index.php/benjamin-workman-fonds                                                                                    |
| S. J. Martin Fonds                                                                                            | P214                | https://archivalcollections.library.mcgill.ca/index.php/s-j-martin-fonds                                                                                          |
| Eleanor Wallis Fonds                                                                                          | P215                | https://archivalcollections.library.mcgill.ca/index.php/eleanor-wallis-fonds                                                                                      |
| Kate Williams Fonds                                                                                           | P217                | https://archivalcollections.library.mcgill.ca/index.php/kate-williams-fonds                                                                                       |
| Richard L. Golden Fonds                                                                                       | P217                | https://archivalcollections.library.mcgill.ca/index.php/golden-richard-l                                                                                          |
| F. Clarke Fraser Fonds                                                                                        | P218                | https://archivalcollections.library.mcgill.ca/index.php/f-clarke-fraser-fonds                                                                                     |
| David R. Boyd Fonds                                                                                           | P219                | https://archivalcollections.library.mcgill.ca/index.php/d-r-boyd-fonds                                                                                            |
| Harvey Cushing Fonds                                                                                          | P417                | https://archivalcollections.library.mcgill.ca/index.php/harvey-cushing-fonds                                                                                      |